# Spyro: Season of Ice
Spyro: Season of Ice er et platformspil, der blev udgivet i Nord Amerika og Europa i 2001 til GameBoy Advance, og i 2002 i Japan under titlen Spyro Advance. Det er det første spil i Spyro the Dragon serien, der ikke er udviklet af Insomniac Games. Spillet kan købes i en pakke med et Crash Bandicoot-spil.
Igennem spillets historie forsøger Spyro at komme igennem mange baner. Efter mange udfordringer møder han endelig Grendor, en lyserød Rhynoc. Han bruger dog magi på sig selv, sådan at han farve skifter til rød og grøn, og han får et ekstra hoved.
| computerspil | Spire Denne computerspilsrelaterede artikel er en spire som bør udbygges. Du er velkommen til at hjælpe Wikipedia ved at udvide den. |